# Cher (reka)
Cher (okcitansko Char) je reka v osrednji Franciji, levi pritok Loare. Njen izvir se nahaja v severnem delu Centralnega masiva, severovzhodno od Crocqa. Po 320 km se v Villandryju zahodno od Toursa izliva v Loaro.

## Geografija

### Departmaji in kraji
Reka Cher teče skozi naslednje departmaje in kraje:
- Creuse: Auzances
- Allier: Montluçon
- Cher: Saint-Amand-Montrond, Châteauneuf-sur-Cher, Vierzon
- Loir-et-Cher: Selles-sur-Cher, Mennetou-sur-Cher, Saint-Aignan, Montrichard
- Indre-et-Loire: Bléré, Saint-Avertin, Tours

### Porečje
- Tardes
- Aumance
- Yèvre
- Sauldre